# Hamza Zeddam
Hamza Zeddam (sinh ngày 8 tháng 4 năm 1984 ở Constantine) là một cầu thủ bóng đá người Algérie. Hiện tại anh thi đấu cho DRB Tadjenanet ở Giải bóng đá hạng nhất quốc gia Algérie.

## Sự nghiệp câu lạc bộ
Ngày 16 tháng 7 năm 2008, Zeddam ký bản hợp đồng 2 năm cùng với MC Alger.
Ngày 26 tháng 11 năm 2011, Zeddam ghi bàn thắng duy nhất cho MC Algiers trong trận derby Algiers trước kình địch USM Alger.

## Danh hiệu
- Vô địch Arab Champions League 1 lần cùng với ES Sétif ở 2007
- Vô địch Algerian Championnat National 1 lần cùng với MC Alger ở 2010